# Trabajador web
Un trabajador web (Web worker en inglés), tal como lo define la World Wide Web Consortium (W3C) y el Web Hypertext Application Technology Working Group (WHATWG), es un script JavaScript ejecutado desde una página HTML que se ejecuta en segundo plano, independientemente de los scripts que también pueden haber sido ejecutado desde la misma página HTML. Los trabajadores web a menudo pueden utilizar CPU multinúcleo de manera más efectiva. Un tipo de trabajador web es el Service Worker (o trabajador de servicio), usado en las aplicaciones web progresivas (PWA). 
El W3C y WHATWG visualizan a los trabajadores web como scripts de larga ejecución que no se ven interrumpidos por scripts que responden a los clics u otras interacciones del usuario. Evitar que estos trabajadores sean interrumpidos por las actividades del usuario debería permitir que las páginas web sigan respondiendo al mismo tiempo que ejecutan tareas largas en segundo plano. 
El uso más simple de los trabajadores es realizar una tarea computacionalmente costosa sin interrumpir la interfaz de usuario. 
La especificación del trabajador web es parte del estándar Living HTML.

## Visión general
Según lo previsto por WHATWG, los trabajadores web son relativamente pesados y no están destinados a ser utilizados en grandes cantidades. Se espera que sean de larga duración, con un alto costo de rendimiento de arranque y un alto costo de memoria por instancia.
Los trabajadores web se ejecutan fuera del contexto de los scripts de un documento HTML. En consecuencia, si bien no tienen acceso al DOM, pueden facilitar la ejecución concurrente de programas JavaScript. 

## Características
Los trabajadores web interactúan con el documento principal a través del envío de mensajes. El siguiente código crea un Trabajador que ejecutará el JavaScript en el archivo dado. 
```
var
 
worker
 
=
 
new
 
Worker
(
"worker_script.js"
);

```

 Para enviar un mensaje al trabajador, se usa el método postMessage del objeto trabajador como se muestra a continuación. 
```
worker
.
postMessage
(
"Hello World!"
);

```

 La propiedad onmessage utiliza un controlador de eventos para recuperar información de un trabajador. 
```
worker
.
onmessage
 
=
 
function
(
event
)
 
{
 

	
alert
(
"Received message "
 
+
 
event
.
data
);

	
doSomething
();

}

	

function
 
doSomething
()
 
{

	
//do work

	
worker
.
postMessage
(
"Work done!"
);

}

worker
.
terminate
();

```

 Una vez que se termina un trabajador, queda fuera de alcance y la variable que hace referencia a él queda indefinida; en este punto, se debe crear un nuevo trabajador si es necesario.

## Ejemplo
El uso más simple de los trabajadores web es realizar una tarea computacionalmente costosa sin interrumpir la interfaz de usuario. 
En este ejemplo, el documento principal genera un trabajador web para calcular números primos y muestra progresivamente el número primo encontrado más recientemente. 

La página principal es la siguiente: 
```
<!DOCTYPE html>

<
html
>
 
 
<
head
>

 
<
title
>
Worker example: One-core computation
</
title
>

 
</
head
>

 
<
body
>

 
<
p
>
The highest prime number discovered so far is: 
<
output
 
id
=
"result"
></
output
></
p
>

 
<
script
>

  
var
 
worker
 
=
 
new
 
Worker
(
'worker.js'
);

  
worker
.
onmessage
 
=
 
function
 
(
event
)
 
{

   
document
.
getElementById
(
'result'
).
textContent
 
=
 
event
.
data
;

  
};

 
</
script
>

 
</
body
>

</
html
>

```

 La llamada al constructor Worker() crea un trabajador web y devuelve un objeto worker que representa a ese trabajador web, que se utiliza para comunicarse con el trabajador web. El controlador de eventos onmessage ese objeto permite que el código reciba mensajes del trabajador web. 

El Web Worker en sí es el siguiente: 
```
var
 
n
 
=
 
1
;

var
 
end_value
 
=
 
10
**
7
;

search
:
 
while
 
(
n
 
<=
 
end_value
)
 
{

 
n
++
;

 
for
 
(
var
 
i
 
=
 
2
;
 
i
 
<=
 
Math
.
sqrt
(
n
);
 
i
++
)

  
if
 
(
n
 
%
 
i
 
==
 
0
)

   
continue
 
search
;

 
// found a prime!

 
postMessage
(
n
);

}

```

 Para enviar un mensaje de regreso a la página, el método postMessage() se usa para publicar un mensaje cuando se encuentra un número primo.

## Apoyo
Si el navegador admite trabajadores web, una propiedad de trabajador estará disponible en el objeto de la ventana global. La propiedad del trabajador no estará definida si el navegador no la admite. 

El siguiente código de ejemplo verifica la compatibilidad del trabajador web en un navegador 
```
function
 
browserSupportsWebWorkers
()
 
{
 

 
return
 
typeof
 
window
.
Worker
 
===
 
"function"
;

}

```

 Actualmente, los trabajadores web son compatibles con Chrome, Opera, Edge, Internet Explorer (versión 10), Mozilla Firefox y Safari. Mobile Safari para iOS ha apoyado a los trabajadores web desde iOS 5. El navegador de Android primero admitió a los trabajadores web en Android 2.1, pero el soporte se eliminó en las versiones de Android 2.2–4.3 antes de restaurarse en Android 4.4.